# Anna Ducena
|  | Per a altres significats, vegeu «Anna Ducena (filla de Constantí X Ducas)». |

Anna Ducena (grec medieval: Άννα Δούκαινα, Anna Dúkena) fou una dama romana d'Orient de finals del segle xi i principis del segle xii, germana de l'emperadriu consort Irina Ducena.
Era la segona filla del protosebast Andrònic Ducas i Maria de Bulgària. El seu pare era nebot de l'emperador Constantí X Ducas, mentre que la seva mare era neta de Joan Ladislau, tsar de Bulgària. Devia néixer cap al 1068. El 1078, la seva germana Irene es casà amb Aleix Comnè, que amb aquest vincle matrimonial s'assegurà el suport de la família Ducas en el seu cop d'estat contra Nicèfor III Botaniates.
Anna es casà amb el sebast Jordi Paleòleg abans fins i tot que el seu cunyat accedís al tron. En l'Alexíada, Anna Comnena relata que Jordi Paleòleg fou convençut de fer costat a Aleix Comnè per la convicció de la seva muller, Anna, i la seva sogra, la protovestiària Maria, que tenia arrels búlgares. Aquest passatge de l'Alexíada documenta els orígens familiars d'Anna i la seva relació amb Aleix I Comnè.
Anna Ducena i Jordi Paleòleg tingueren quatre fills:
- Nicèfor Ducas Paleòleg[7], sebast
- Andrònic Ducas Paleòleg (mort cap al 1115/1118)[8]
- Aleix Paleòleg[9], general sota l'emperador Manuel I
- Miquel Paleòleg, sebast

Segons Comnena, Anna Ducena és commemorada en el típicon del monestir de la Mare de Déu Plena de Gràcia i el del monestir del Pantocràtor. En aquest primer document, redactat per l'emperadriu Irina Ducena cap al 1116/1118, Anna figura entre els parents encara vius de l'emperadriu i esmentada com a germana de l'emperadriu Irene, mentre que el típicon del monestir del Pantocràtor, del 1136, la menciona entre els parents difunts de l'emperador Joan II Comnè com a tia seva i muller del sebast Jordi Paleòleg. De tot plegat es pot deduir que Anna Ducena morí entre el 1118 i el 1136.